# Zheng Wenguang
Pour les articles homonymes, voir Zheng (homonymie).
Dans ce nom chinois, le nom de famille, Zheng, précède le nom personnel.
Œuvres principales
- The Mirror Image of the Earth

Zheng Wenguang (郑文光), né le 9 avril 1929 et mort le 17 juin 2003, est un écrivain chinois qui est souvent considéré comme le père de la science-fiction chinoise même s'il n'est pas le premier à en avoir écrit.
Zheng est né au Viêt Nam, mais déménagea en Chine en 1947. Il fut publié pour la première fois en 1954 et continua à écrire jusqu'en 1983 (mais sans surprise, il ne produisit pas de science-fiction durant la Révolution culturelle).
Il fut également un assistant de recherche à l'Observatoire astronomique de Pékin. En Occident, il est surtout connu pour The Mirror Image of the Earth qui fut réimprimé deux fois.